# Enrique Peñalosa
Enrique Peñalosa, född 30 september 1954, är en colombiansk politiker, som 1998 till 2001 har varit borgmästare i Bogotá efter Antanas Mockus. 2015 blev han återvald och då för perioden 2016 - 2019.
Han har uppmärksammats internationellt för urbanism, med satsningar på kollektivtrafik och hållbar utveckling.